# An Phí Dương Cổ
An Phí Dương Cổ (tiếng Mãn: ᠠᠨᡶᡳᠶᠠᠩᡤᡡ, Möllendorff: Anfiyanggū, Abkai: Anfiyanggv, giản thể: 安费扬古; phồn thể: 安費揚古; bính âm: Ānfèiyánggǔ, 1559 - 1622) là người thuộc Mãn Châu Tương Lam kỳ, Giác Nhĩ Sát thị (觉尔察氏), là một trong năm đại thần khai quốc của Hậu Kim.

## Cuộc đời
Ông là con trai của Hoàn Bố Lộc (完布禄) thuộc Giác Nhĩ Sát thị. Gia tộc của ông vốn thế cư ở Hô Tể Trại (瑚济寨). Ông đi theo Thanh Thái Tổ Nỗ Nhĩ Cáp Xích từ thời kỳ thiếu niên, trung thành và lập nhiều chiến công. An Phí Dương Cổ đã cùng Nỗ Nhĩ Cáp Xích đánh trận đầu tiên, chinh phạt Ni Kham Ngoại Lan và chiếm thành Đồ Luân. Lập nhiều chiến công trong các trận đánh để thống nhất Kiến Châu Nữ Chân.
Năm Minh Vạn Lịch thứ 11 (1583), ông suất binh tấn công thành Tát Nhĩ Hử (萨尔浒).
Năm thứ 12 (1584), ông theo Nỗ Nhĩ Cáp Xích tấn công Triệu Gia (兆嘉) và Mã Nhĩ Đôn (玛尔墩).
Năm thứ 15 (1587), tòng chinh Triết Trần bộ, hạ được các trại Động Thành (洞城), Hàng Gia (杭嘉), Chương Gia (章嘉).
Năm thứ 21 (1593), tháng 6, ông theo Nỗ Nhĩ Cáp Xích chinh thảo Giai Tề trại của Cáp Đạt bộ thuộc Hải Tây Nữ Chân, quân Kiến Châu toàn thắng, sau đó khải hoàn.
Trên đường trở về, Cáp Đạt Bối lặc Mạnh Cách Bố Lộc đem theo kị binh truy kích quân Kiến Châu. Trọng trận này, An Phí Dương Cổ đã tận tay trảm bốn kị binh. Trong khi hỗn chiến, Nỗ Nhĩ Cáp Xích bắn tên trúng Mạnh Cách Bố Lộc, Cáp Đạt bị đánh bại. Nỗ Nhĩ Cáp Xích ban thưởng cho ông, ban hiệu "Thạc Ông Khoa La Ba Đồ Lỗ" (硕翁科罗巴图鲁, tiếng Mãn: ᡧᠣᠩᡴᠣᡵᠣ ᡳ 
ᠪᠠᡨᡠᡵᡠ, Möllendorff: šongkoro i baturu).
Tháng 9, ông theo Nỗ Nhĩ Cáp Xích đại phá liên quân cửu bộ do Diệp Hách dẫn đầu.
Năm thứ 27 (1599), tháng 9, ông theo quân Hậu Kim diệt Cáp Đạt.
Năm thứ 39 (1611), ông theo quân Hậu Kim tấn công Oa Tập bộ (窝集部) của Đông Hải Nữ Chân, phá được hai đạo quân.
Năm thứ 41 (1613), tháng 1, trong trận đánh Ô Lạp bộ của Hải Tây Nữ Chân, ông cầm quân kỳ đầu tiên lên thành.
Năm Thiên Mệnh nguyên niên (1616), cùng với đám người Ngạch Diệc Đô trở thành lý chính Ngũ đại thần.
Năm Thiên Mệnh thứ 3 (1618), tháng 3, Nỗ Nhĩ Cáp Xích đánh Phủ Thuận, tổng binh nhà Minh là Trương Thừa Ấm (张承廕) phân thành tam lộ chi viện, ông tấn công quân cánh trái và toàn thắng.
Năm thứ 4 (1619), trong trận Tát Nhĩ Hử, phá tan quân của kinh lược nhà Minh là Dương Hạo, diệt Diệp Hách.
Năm thứ 6 (1621), ông theo Nỗ Nhĩ Cáp Xích đánh chiếm Thẩm Dương rồi Liêu Dương.
Năm thứ 7 (1622), tháng 7, ông bị bệnh mất, thọ 64 tuổi.
Năm Thuận Trị thứ 16 (1659), ông được truy thụy "Mẫn Tráng" (敏壮), lập bia ghi chép công lao.

## Hậu duệ
Ông có ba người con trai đều có công huân
1. Đạt Nhĩ Đại (达尔岱), được phong Giáp lạt Chương kinh,[a] năm 1645 thì được phong Tha Sa Lạt Cáp Phiên.[b] Năm 1650, triều đình tưởng niệm công lao của An Phí Dương Cổ, tiến Nhất đẳng A Đạt Cáp Cáp Phiên.[c] Năm 1713, Khang Hi Đế tưởng niệm công huân của An Phí Dương Cổ, đặc biệt ban thưởng một tước vị Tam đẳng A Đạt Cáp Cáp Phiên, mệnh cháu nội ông là Minh Đại tập tước.
2. Ba Nhĩ Đại (阿尔岱)
3. Thạc Nhĩ Huy (硕尔辉)